# Gregoryteleskop

Strålgången i ett Gregoryteleskop. Primärspegeln (ljusblå), med hål i mitten, till höger.

Strålgången i ett Cassegrainteleskop. De gröna strålarna från det lägre liggande objektet fokuseras i en punkt ovanför de violetta strålarna från det övre objektet, så att bilden roteras 180°.

Strålar (röda) som går genom det ena fokuset hos en elliptisk spegel, återsamlas i det andra.

Ett Cassegrainteleskop har en hyperbolisk sekundärspegel. Strålar riktade mot F_{1} sammanfaller i F_{2}.

Ett Gregoryteleskop, ibland kallat Gregorys teleskop eller gregorianskt teleskop, är en spegelteleskopskonstruktion som beskrevs av den skotske matematikern och astronomen James Gregory 1663.
Det första Gregoryteleskopet konstruerades av Robert Hooke 1673, dock med sfäriska speglar. James Short var, på 1730-talet, den förste att tillverka ett "klassiskt" Gregoryteleskop med paraboloidal primärspegel och ellipsoidal sekundärspegel och han tillverkade under sin levnad gott och väl ettusen exemplar.
I ett Gregoryteleskop reflekteras det infallande ljuset först i en primärspegel och detta reflekterade ljus reflekteras sedan tillbaka mot primärspegeln av en sekundärspegel. Primärspegeln är dock, i sin "klassiska" utformning, försedd med ett centralt hål genom vilket det återreflekterade ljuset passerar.
Gregoryteleskopet påminner om Cassegrainteleskopet, men till skillnad från detta är båda speglarna konkava (sekundärspegeln i ett Cassegrainteleskop är konvex, i sin "klassiska" utformning hyperboloidal). Gregoryteleskopets, liksom Cassegrainteleskopets, primärspegel är, i den "klassiska" utformningen, parabolisk med sitt fokus mellan primär- och sekundärspegeln (i Cassegrinteleskopet har primärspegeln sitt fokus bortom sekundärspegeln), medan sekundärspegeln är prolat ellipsoidal med sitt ena fokus placerat i primärspegelns fokus, och bilden skapas därmed i sekundärspegelns andra fokalplan. Att konstruktionen har två fokus gör att bilden blir rättvänd. Detta "extra" fokus mellan speglarna gör också att man kan sätta in en fältbländare för att minska mängden strålning som når sekundärspegeln, och fältbländare (som kan vara försedda med kylning och avledande speglar) utnyttjas i solteleskop för att minska uppvärmningen.
Till Gregoryteleskopets fördelar hör den rättvända bilden och att en fältbländare kan monteras, till Cassegrainteleskopets fördelar att det är kortare (och en rättvänd bild kan ordnas med ett dubbelt porroprisma). Därutöver är Gregoryteleskopets sekundärspegel enklare att tillverka.
Gregoryteleskopen är enklare att kollimera och de var populärare än Cassegrainteleskop fram till 1800-talets mitt. Gregoryteleskop används fortfarande till annat än solteleskop och ett användningsområde är som sökare med rättvänd bild på större teleskop.
Gregorys konstruktionsprincip (liksom Cassegrains) används även för parabolantenner.

Genom att placera en plan spegel mellan primär- och sekundärspeglarna i ett Gregoryteleskop och sedan integrera sekundärspegeln i primärspegeln, kan teleskopets längd halveras.
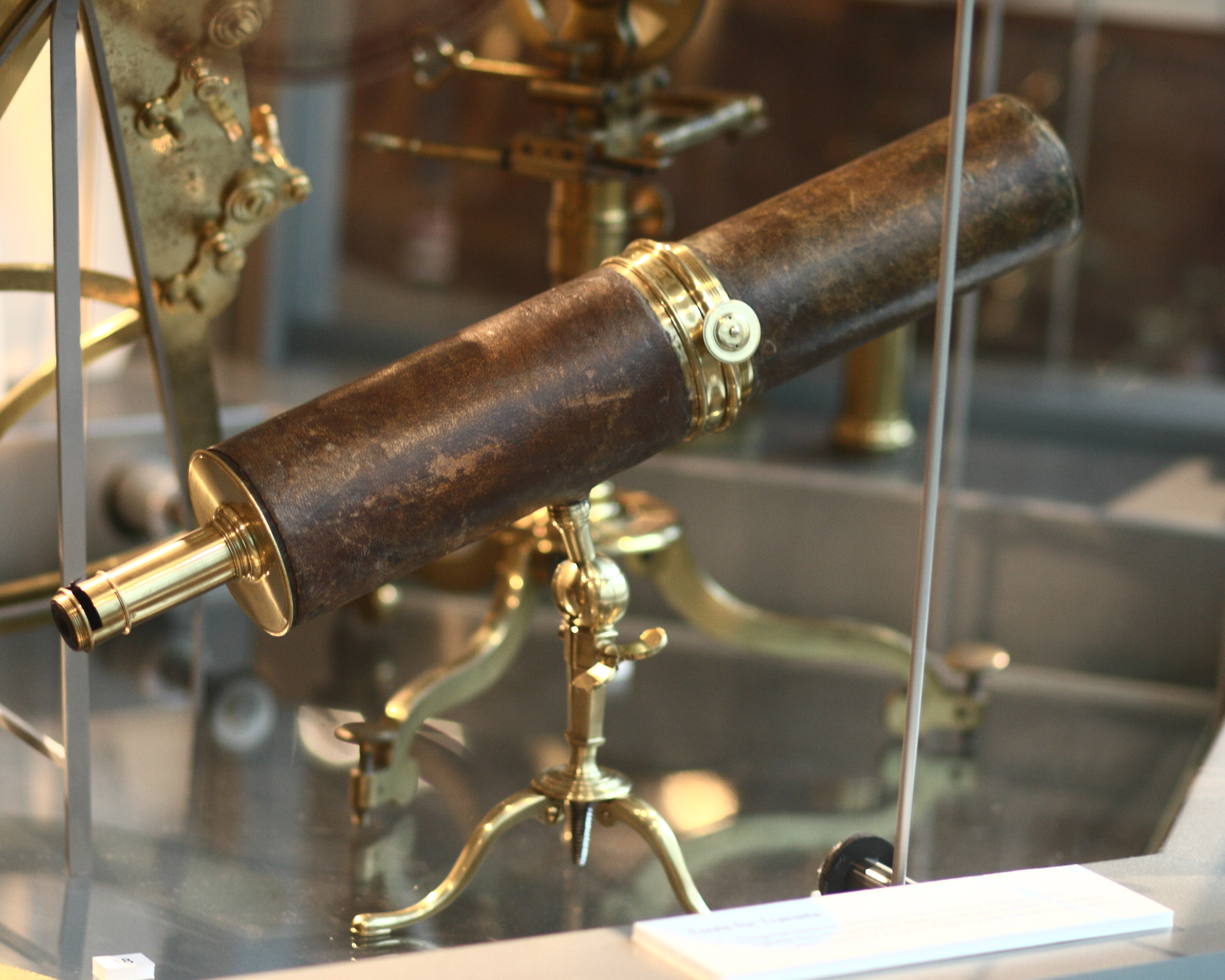
Gregoryteleskop från cirka 1735.
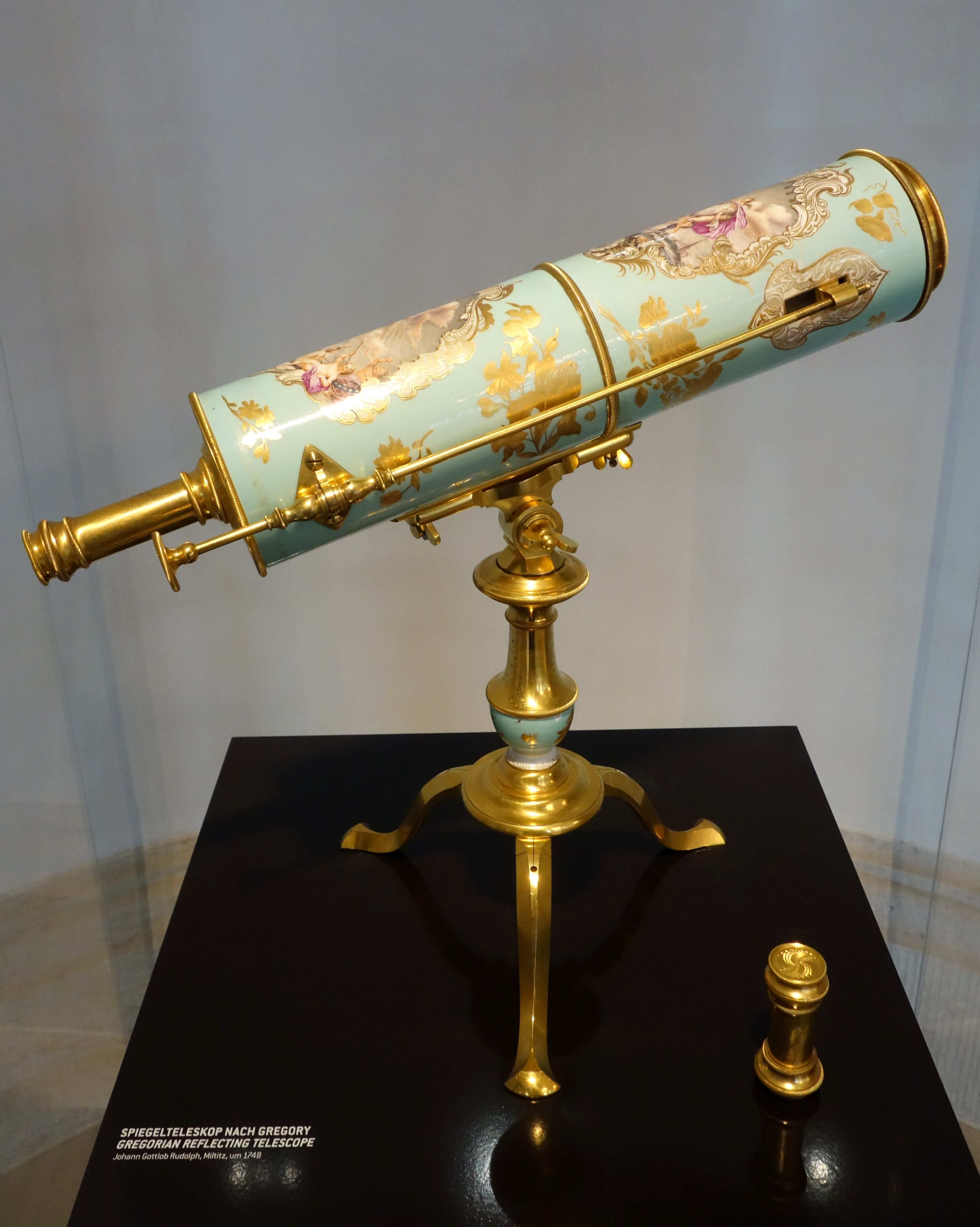
Gregoryteleskop från cirka 1748. Notera anordningen på sidan för att med hjälp av en skruv flytta sekundärspegeln framåt och bakåt i tuben för skärpeinställning.
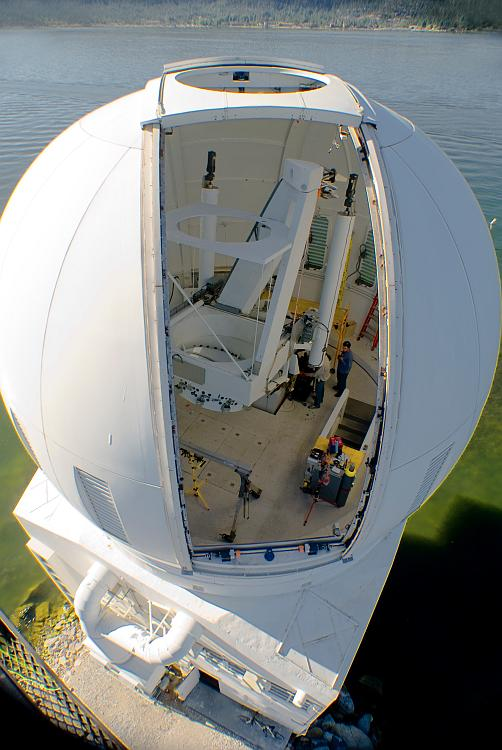
Goode Solar Telescope vid Big Bear Solar Observatory i Kalifornien är ett excentriskt[15] Gregoryteleskop med 1,6 meters fri apertur och var därmed världens största 2009.

Om objektet (den stora röda pilen till vänster) befinner sig på ändligt avstånd (varav större delen klippts bort mellan sicksacklinjerna) kan man flytta sekundärspegeln (M_{2}) bort från primärspegeln (M_{1}) så att bilden hamnar i samma fokalplan (F) som om objektet befann sig på oändligt avstånd (då sekundärspegelns närmsta fokus, F_{2}, skulle sammanfallit med primärspegelns fokus, F_{1}, bildplanet, F, hade sammanfallit med sekundärspegelns bortre fokus, också detta markerat F_{2}, och sekundärspegeln hade då skolat befinna sig där den röda konturen anger). Figuren visar gröna konstruktionslinjer för primärspegelns bild (en pytteliten uppochnervänd pil mellan F_{2} och F_{1}), blå konstruktionslinjer för sekundärbilden ur primärbilden och en gul stråle från objektets pilspets, via primärbildens pilspets, till slutbildens pilspets i F. Speglarnas diametrar och hålet i primärspegeln är överdrivna i förhållande till fokallängden för att tydliggöra strålgången (vilket dock också leder till ganska tydliga komaeffekter, vilka ignorerats vid ritandet av den gula stålen).